# Hun-lemez
A Hun-lemez a késő szilur és késő karbon időszakok között létező kis méretű kéregdarab, amely önálló lemeztektonikai egységként mozogva jelentős szerepet játszott a paleozoikum második felének ősföldrajzi alakulásában. A hosszú és keskeny lemez két részre tagolódott egy transzform vető mentén, nyugati vége ma Európa részét alkotja, a keleti pedig Ázsiáét. Az utóbbit ázsiai Hun-lemeznek is nevezik, míg az előbbit európai Hun-lemez helyett az angol irodalom Gótföldnek, vagy Armoricának is.

## Kialakulása
A lemez önállóvá válása mintegy 440–420 millió évvel ezelőtt kezdődött. Ekkoriban két nagy kontinens, Gondwana és Laurázsia, valamint egy kisebb, Szibéria-kraton létezett. A Gondwana az egyenlítőtől a déli pólusig nyúlt, Laurázsia az északi félgömb közepes szélességein volt, Szibériát pedig a későbbi Urál-hegység üledékgyűjtő medencéje (Uráli-tenger) választotta el Laurázsiától. Gondwana északkeleti partjai mentén a lemezperemmel párhuzamosan hatalmas törés nyílt fel, amely hamarosan tágulási centrummá vált. A központ körülbelül a mai északi szélesség 10° és keleti hosszúság 20° között lehetett. A nyugati rész magába foglalta Alcapát, Moesiát és a Rhodopét is, vagyis a mai Keleti-Alpok lezárásától a Délbalkánig terjedő területek alaphegységeit (nem számítva ide a későbbiekben közéjük tolódó Tisiát). A keleti rész többek közt a mai Észak- és Dél-Kína aljzatát tartalmazta.

## Fejlődése
500–420 millió éve, az ordovícium folyamán Észak-Kína, Laurentium és Baltica egyesülésével kialakult Laurázsia. Ennek részeként gyűrődött fel a takoni orogén fázisban az Appalache egy része és a Lengyel-középhegység.
A Hun-lemez 420 millió éve kezdett kialakulni egy riftesedésben, majd teljesen levált Gondwanáról. Több ezer kilométeres hasadékvölgy alakult ki, amelyet ettől kezdve Paleotethysnek nevezünk, mint a Tethys-óceán tényleges kialakulásának első szakasza. A Hun-lemez északi felén, a Laurázsia és Gondwana között található Rheic-óceánt sokszor nevezik Prototethysnek is. Maga a lemez ősföldrajzilag egy hatalmas szigetívet alkotott, amely bekeretezte a Gondwanát északkeletről. A tektonikus folyamatot a kaledóniai orogén ciklus utolsó szakasza, az ardenni orogén fázis indította el
A következő 20 millió évben a Gondwana lassú északi és Laurázsia nyugati mozgása közben a Hun-lemez mélyen betolódott a Rheic-óceánba és elkezdte azt bezárni. Ez a mozgás olyan köztes állapotú helyzetben történt, hogy a teljes devon időszak tektonikailag nyugalmasnak, hegységképződéstől mentesnek nevezhető. Maga a Hun-lemez egy hatalmas transzkurrens vető mentén elnyíródott, nyugati fele (Gótföld) viszonylag gyorsan közeledett Laurázsiához, míg keleti része jóval lassabban haladt észak felé. Mintegy 380 millió éve a nyugati rész már lelassult a lemezek ütközése miatt, ekkor az ázsiai Hun-lemez a következő 20 millió évben utolérte és ismét egyesültek, húszezer kilométernél hosszabb szigetláncot hozva létre.
A devon végére, mintegy 360 millió évvel ezelőtt a Hun-lemez megkezdte a Rheic-óceán maradék üledékgyűjtőjének felgyűrését, ezzel megindult a herciniai orogén ciklus, ami rétegtanilag a devont elválasztja a karbontól. A herciniai hegységképződés első négy nagyobb fázisa kiemelte a Variszkuszi hegységrendszert, az Appalache-hegységet, az Armorikai-hegységet, a Tien-Sant és az Altaj-hegységet. Ezzel egy időben a Gondwana jobbkezes rotációja és észak felé tartó mozgása a Paleotethys nyugati részét elzárta a Panthalassza elől, ezzel alakult ki a szorosan vett Tethys-óceán.
Az elkövetkező 40 millió év során az Afrika-lemez elérte Laurázsiát, ezzel jött létre a Pangea, miközben a Hun-lemez nyugati fele szorosan hozzáforrt az északi kontinensekhez, keleti fele pedig lassan bezárta az Ázsia-tengert. Szibéria is közeledett Laurázsiához, ami az Uráli-tengert szűkítette be. Ezekkel a mozgásokkal jött létre a ma ismert Ázsia legnagyobb része.